# Регіон Кінкі
Регіон Кінкі (яп. 近畿地方 кінкі тіхо, «пристоличний район») — регіон Західної Японії на острові Хонсю. Інша назва — район Кансай (яп. 関西地方 — кансай тіхо, «район [земль] на Захід від застави»). Центр регіону — префектура Кіото.

## Префектури
- Хіого
- Кіото
- Міє
- Нара
- Осака
- Сіґа
- Вакаяма

## Галерея

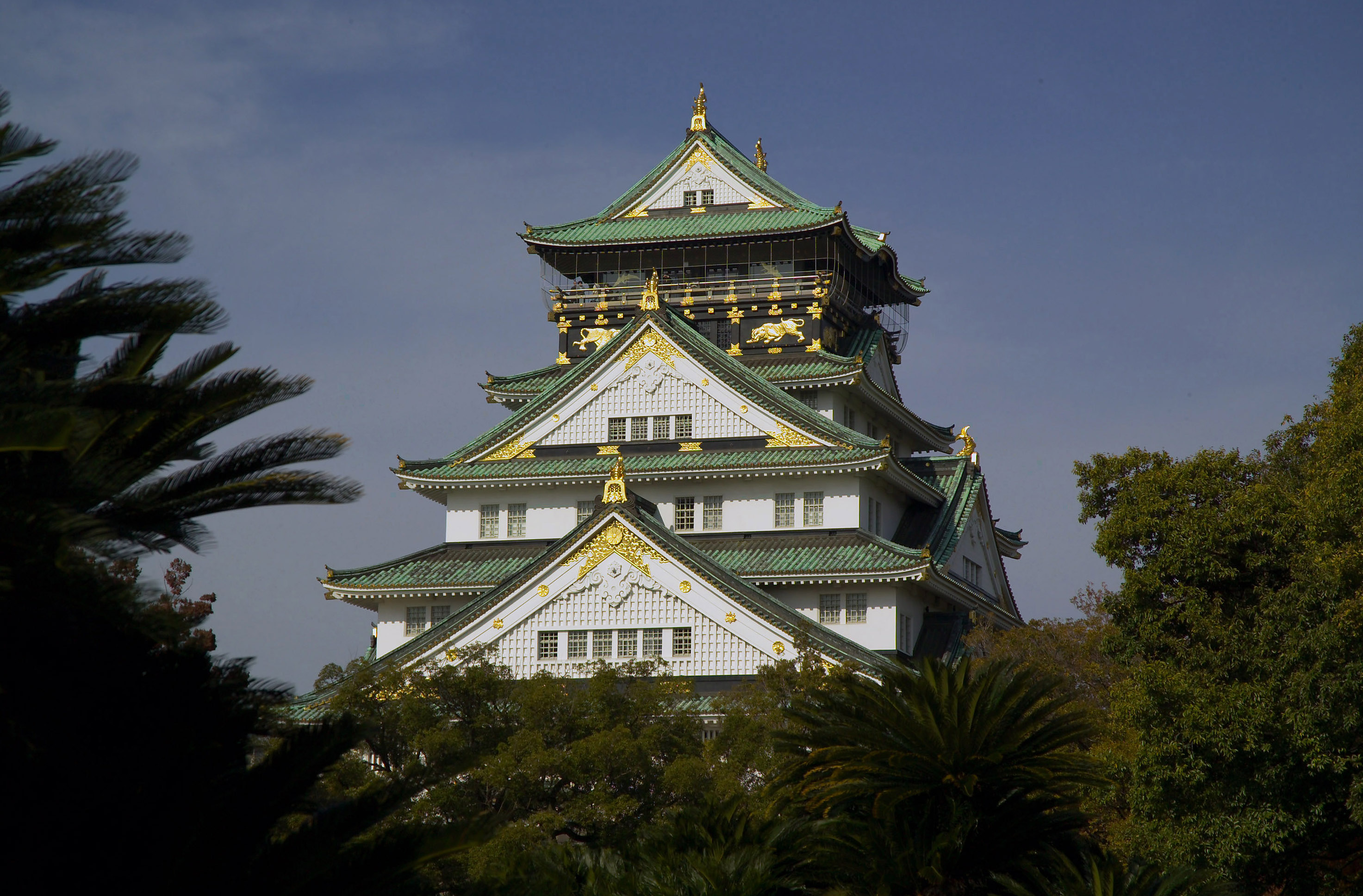
Осацький замок
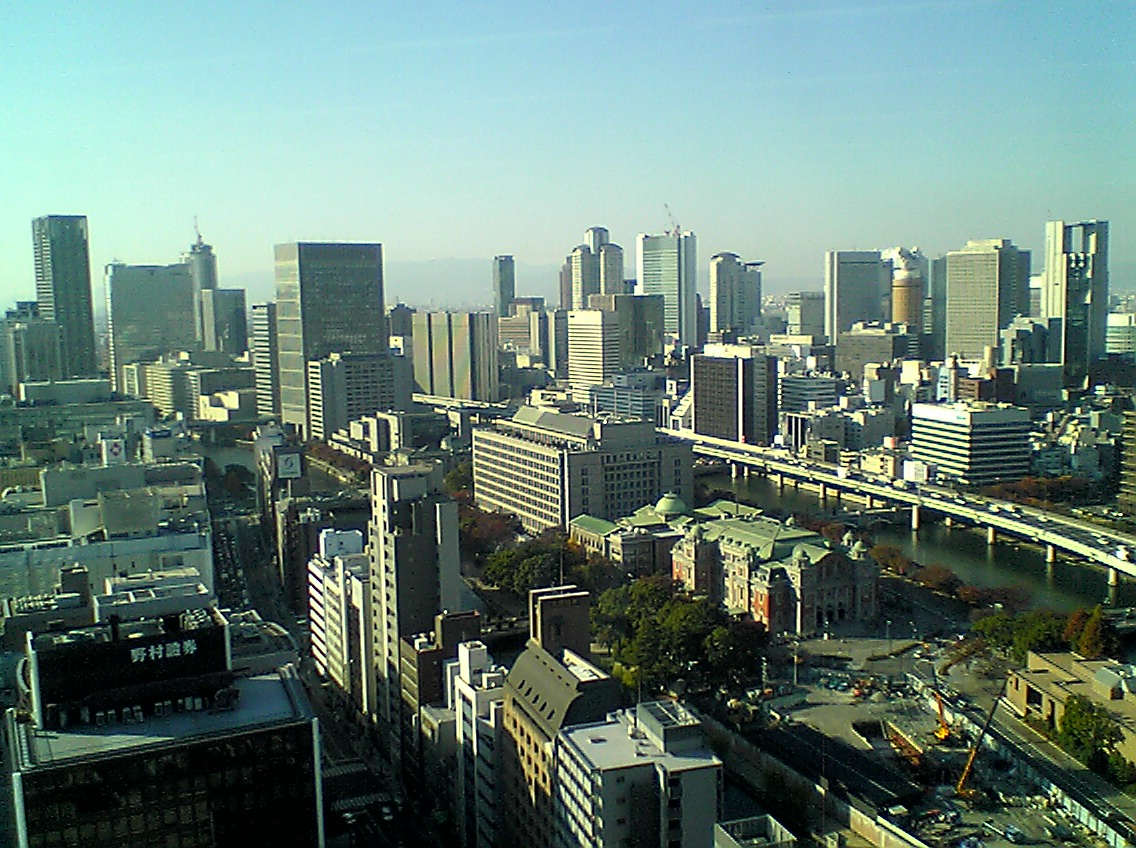
Хмарочоси Осаки
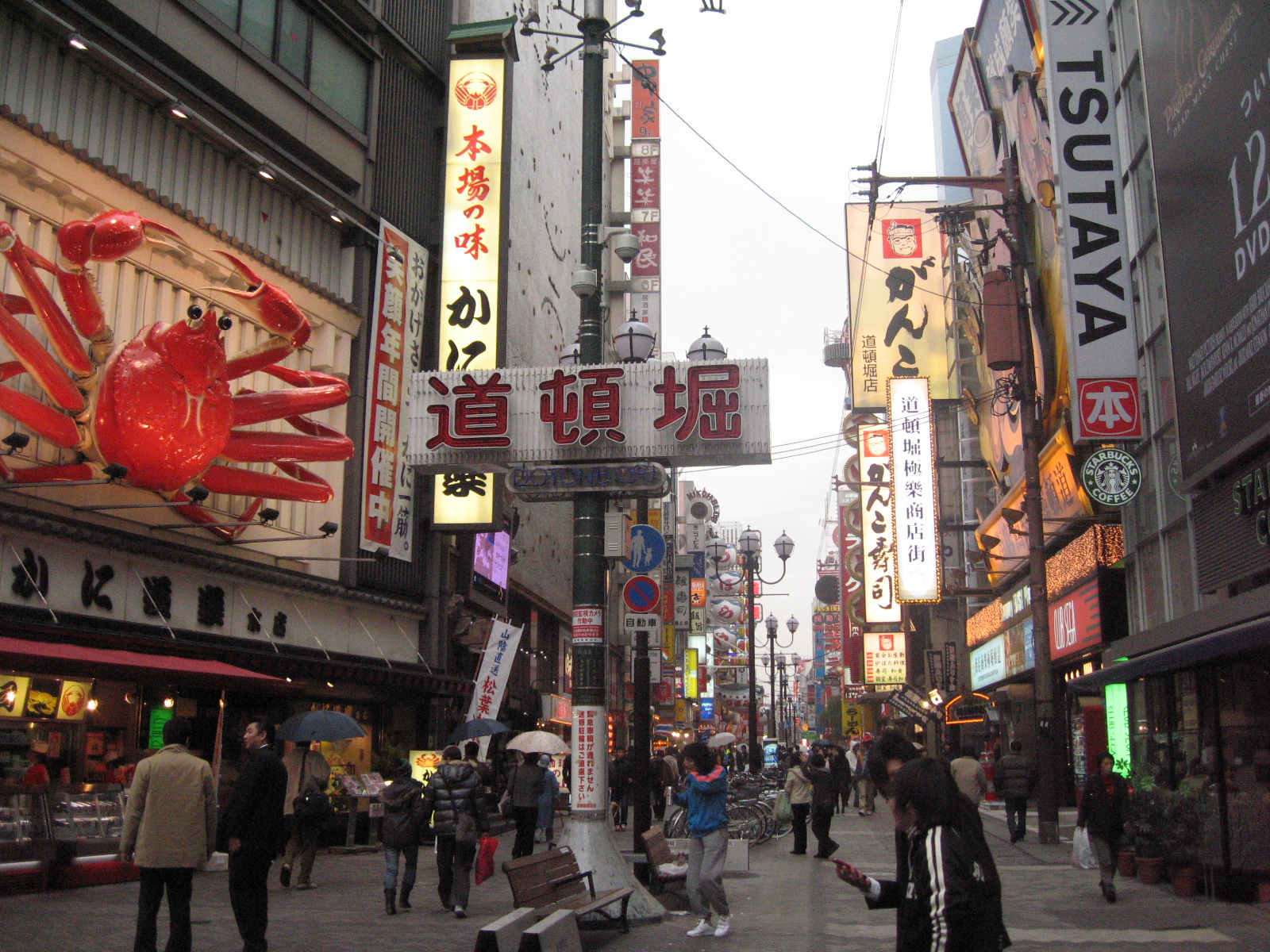
Дотоноборі, Осака
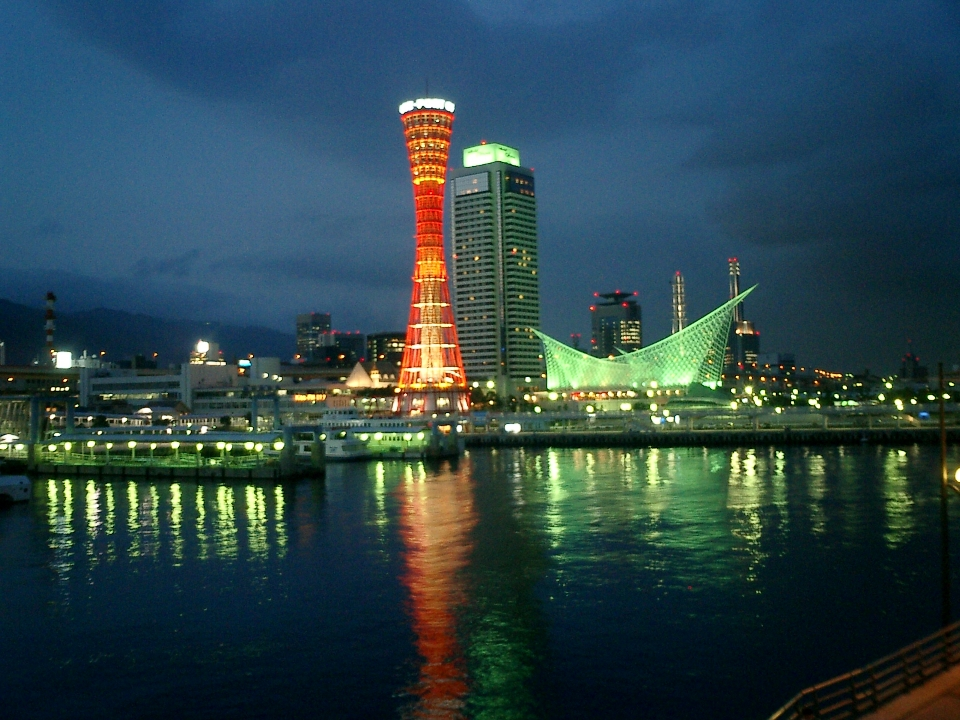
Порт Кобе
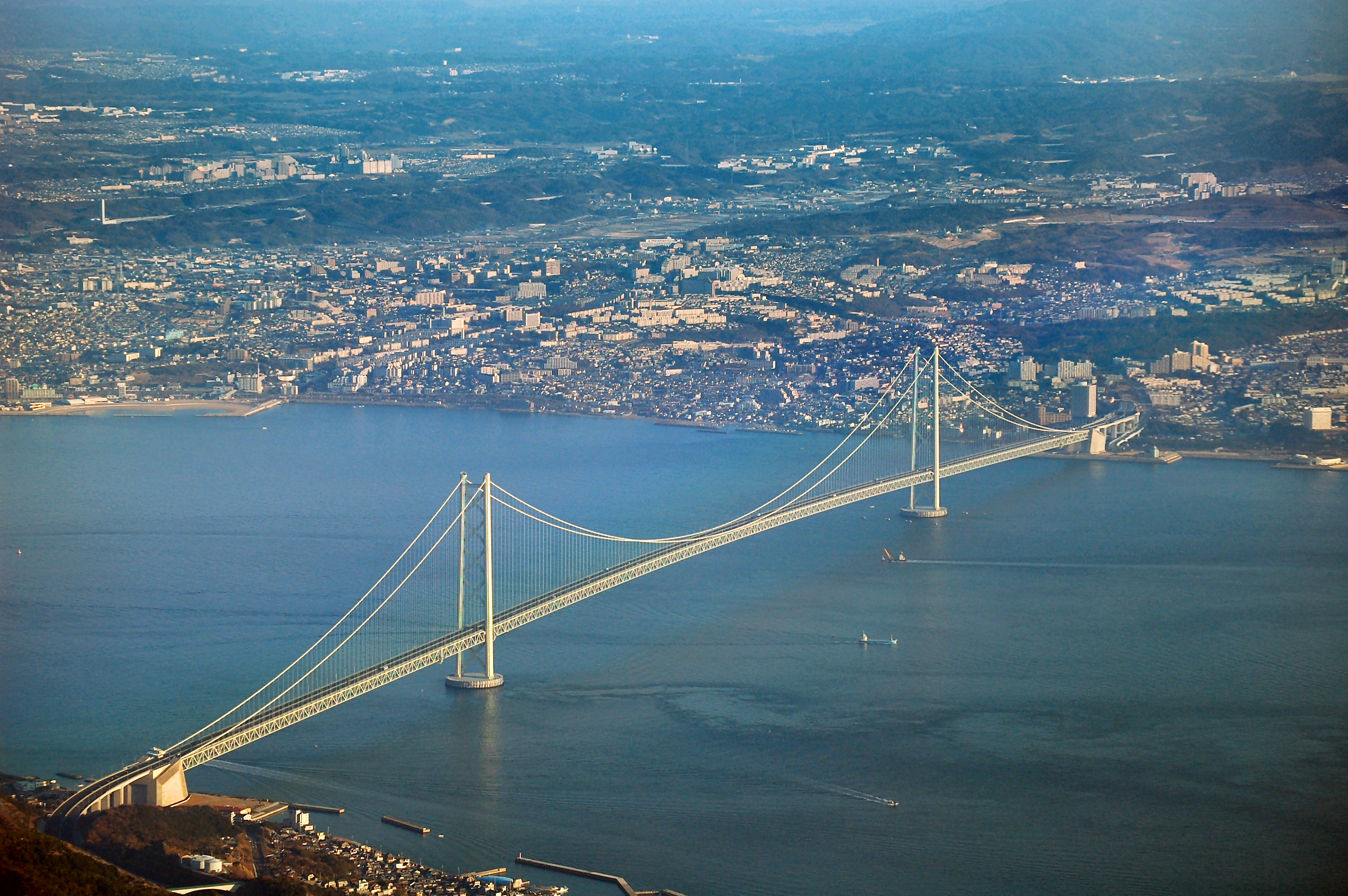
Підвісний міст Akashi
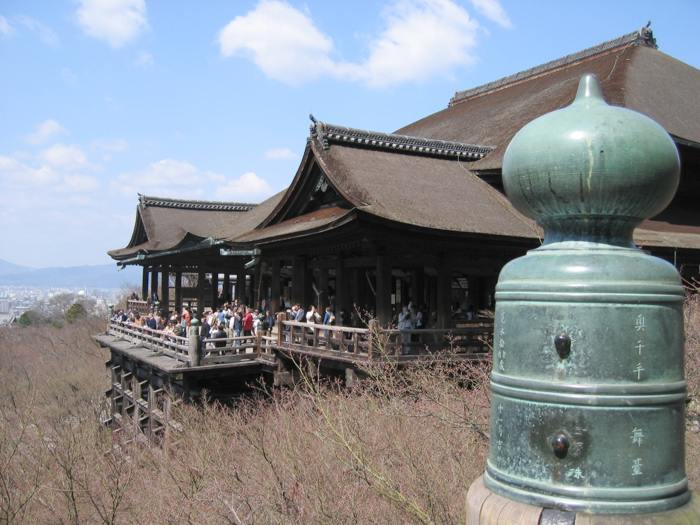
Кійомідзудера
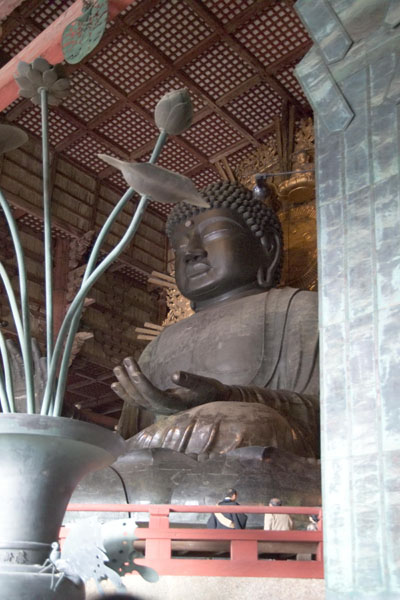
Тодайдзі у місті Нара
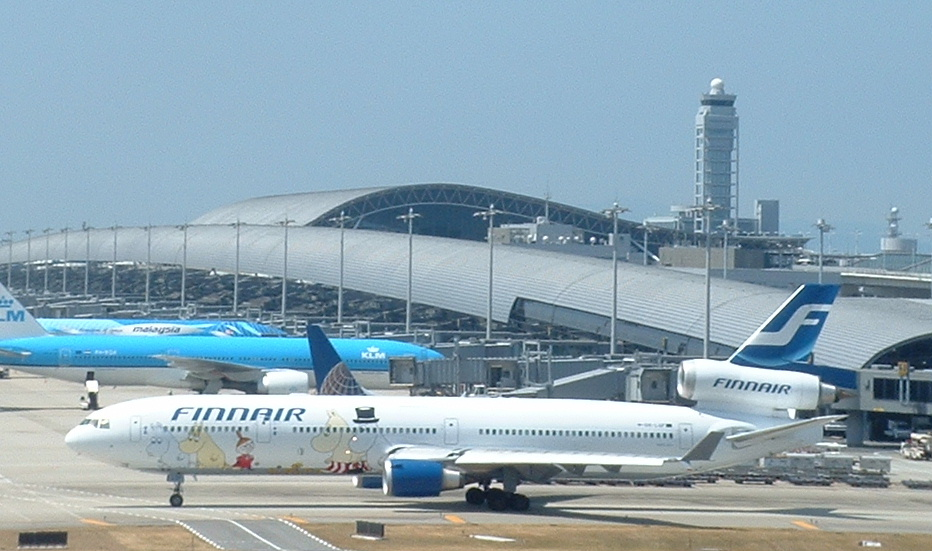
Кансай Міжнародний аеропорт

| Прапор Японії | Це незавершена стаття про Японію. Ви можете допомогти проєкту, виправивши або дописавши її. |